# برامبرام (غانا)
برامبرام هي مدينة ساحلية في منطقة أكرا الكبرى بغانا.  تقع المدينة في نينجو برامبرام.
برامبرام هي عاصمة منطقة نينجو برامبرام، على بعد 15 دقيقة بالسيارة من مدينة تيما الساحلية و 45 دقيقة من العاصمة الوطنية أكرا، وهي مركز ناشئ للأنشطة الصناعية.